# Turners Cross
Das Turners Cross (irisch Crois an Tornóra) ist ein Fußballstadion in der irischen Stadt Cork. Es ist die Heimstätte der Munster Football Association und des Fußballvereins Cork City, der in der Premier Division, der League of Ireland, spielt. Es war 2009, nach einem Umbau, das erste Stadion in Irland, das komplett mit überdachten Sitzplätzen ausgestattet war. Das zweite derartige Stadion ist das 2010 fertiggestellte Aviva Stadium in Dublin.
Am 16. Oktober 2017 zog der Hurrikan Ophelia mit Windgeschwindigkeiten von fast 160 km/h über Irland hinweg. Dabei wurde die Dachkonstruktion der Turners Cross stark beschädigt. Teile der Überdachung der Nordostecke der Nordtribüne Derrynane Road stürzten auf die Sitzreihen. Im Umfeld und in umliegenden Vorgärten fanden sich weitere Teile wieder. Das für den Tag angesetzte Spiel Cork City gegen Derry City wurde auf den Abend des nächsten Tages verlegt. Es konnten drei der vier Tribünen für die Besucher geöffnet werden. Die Partie endete vor 5.857 Zuschauern mit einem torlosen Unentschieden.

## Tribünen
Die Anlage bietet heute auf den vier Rängen 6.385 Sitzplätze. Die Kapazität ist aus Sicherheitsgründen auf insgesamt 6.900 Zuschauer begrenzt.
- The Donie Forde Stand: 1.900 Sitzplätze, Haupttribüne, Süd
- Derrynane Road: 1.185 Sitzplätze, Nord, Gegentribüne
- St. Annes End: 2.800 Sitzplätze, West, Hintertortribüne
- Curragh Road Stand: 1.500 Sitzplätze, Ost, Hintertortribüne

## Besucherrekord und Zuschauerschnitt
Der Besucherrekord von 12.000 Zuschauern wurde am 21. April 1991 bei der Partie zwischen Cork City und Dundalk FC aufgestellt.
- 2015: 3.271 (Premier Division)
- 2016: 2.567 (Premier Division)